# رودريغو كابرال
رودريغو كابرال (بالإسبانية: Rodrigo Cabral)‏ هو لاعب كرة قدم أرجنتيني في مركز الهجوم، ولد في 8 أغسطس 2000 في مرسيدس ‏ في الأرجنتين. لعب مع هوراكان.

## وصلات خارجية
- رودريغو كابرال على موقع قاعدة بيانات كرة القدم.إي يو (الإنجليزية)
- رودريغو كابرال على موقع Soccerway.com (الإنجليزية)
- رودريغو كابرال على موقع عالم كرة القدم.نت (الإنجليزية)